# Phragmitensis marina
Phragmitensis marina är en svampart som beskrevs av M.K.M. Wong, Poon & K.D. Hyde 1998. Phragmitensis marina ingår i släktet Phragmitensis och familjen Hyponectriaceae.   Inga underarter finns listade i Catalogue of Life.